# Bulbostylis pusilla
Bulbostylis pusilla är en halvgräsart som först beskrevs av Ferdinand von Hochstetter och Achille Richard, och fick sitt nu gällande namn av Charles Baron Clarke. Bulbostylis pusilla ingår i släktet Bulbostylis och familjen halvgräs.

## Underarter
Arten delas in i följande underarter:
- B. p. congolensis
- B. p. pusilla